# 越南共產黨第六次全國代表大會
越南共產黨第六次全國代表大會（越南语：／，簡稱越共六大）於1986年12月15日至18日在越南河內召開。與會代表1129人代表着越南全國約190萬名越共黨員。此後越共全國代表大會每5年舉行一次。越共六大的準備工作自第五屆十中全會（為時19天）召開時開始。十中全會以後，地方、省市黨部開始遴選六大代表。
大會引入名為革新開放的經濟改革，並選出新一屆越共領袖。時任越共中央總書記長征沒有連任，而由阮文靈接任其職務。及後的越共六屆一中全會則選出越共第六屆政治局、第六屆書記處和中央檢查委員會的成員。大會新設越共中央顧問一職，並選出幾位在大會舉行後退休的高官充任此職。六大強調，社會主義生產模式需要鞏固。

## 背景

### 越共第五屆八中全會和改革
在1984年舉行的越共第五屆中央委員會第六、七次全體會議，以及在1985年6月舉行的第八次全體會議都要求越南共產黨對它的組織、幹部和效率進行表現評估。越共中央政治局委員黎德壽表示當時越共「機制流於繁瑣、沉重；由於幹部職責不明確、職能分配欠佳，故此黨內辦事效率甚低」。越共中央領導幹部、大型組織和國家的業務職責混淆不清，而高層黨員和基層黨員的業務職責也是混淆不清，這現象在當時已經成為一個重大問題。當時越共黨內存在着一種悲觀的集體心態，這從黨員貪污、僵化和不誠實的行為中可以反映出來。越共曾試圖透過三項措施去糾正這種流弊：一、令黨政幹部注意到技術上的經濟、管理責任，二、組織幹部，並讓他們接受和經濟、政治相關的特別訓練，以使他們懂得怎樣去管理一個日趨複雜的經濟體，三、策劃一次影響黨內權力平衡的變革。黎德壽在一篇《人民報》社論中強調當局有需要突破政治口號的制約，並就提升中央機關幹部的管理技能水平一事規勸當局；他希望當時執行經濟政策的越共能夠改變它在經濟體系的角色，使之成為經濟體系的監督者。當年的越共中央領袖遇到以下的難題：大部分黨政幹部都在20至30年前接受教育，黨內又缺乏年輕幹部。因此這些領袖便開始就引入人事規劃、退休年齡、官員輪崗制，重要職位任期長度和幹部工齡長度的事宜展開討論。
在改革進程之初，越共把一些原來屬於省、市委書記的權力下放到縣級黨部。越共也計劃把中央機關的職能下放到部級機關、加強社級黨組織在經濟規劃、市場管理和公共安全方面的職能，以及嘗試改善中央檢查委員會及其下級機關的工作表現。越共領袖試圖藉著這些措施去提高官僚體系的效能。  
在第五屆八中全會閉幕後頒布的改革措施在當屆中央委員會第九次全體會議之後仍繼續實行，但是由於這些改革措施引致當年（1985年）越南通貨膨脹的情況加劇，且不受控制，中央領導不得不再次引入定量補給制；部長會議也因此而在當年3月將手工業和小型工業個體戶（規模較小的私人企業有限公司）合法化。越共試圖把市場法則引入到越南的計劃經濟體系當中，他們在同時也強調調控市場的需要。這時改革措施剛頒布不久，越共黨內已就國內經濟體制需要多少的規劃，需要國家機關多少控制而展開討論。越共第五屆政治局復於當年4月8日頒布〈關於保障基本經濟單位自主權的決議草案〉，標誌著第五屆八中全會中通過的改革計劃正式實施。這份決議案意圖藉著提升官僚體系的效率去解決問題。但是，越共一方面支持國營企業變得更為獨立自主，另一方面卻仍然希望取締私人商業活動。當時，越南當局無意改變中央政府和黨組織的權責。

### 準備工作
越共第五屆十中全會在1986年5月19日開幕，為時19天。這次會議的舉行也標誌著越共六大籌備工作的展開。越共中央總書記黎筍在第五屆十中全會的開幕辭中重申黨中央領袖進行改革的承諾。會中一致通過第六次全國代表大會政治報告的草案。越共六大籌備工作的第一個環節是基層黨組織和省級黨部的大會，六大的代表也在同時選出。
越共六大的籌備工作進展緩慢。根據中組部一次會議的記錄，這種情況之所以會出現，是因為有的基層黨組織（數量不明）還沒選出代表當地黨員的六大代表，越共的高層幹部未能使基層幹部、黨員得知六大的籌備狀況。第五屆中央書記處於是在3月11日就大會的準備工作向各層黨組織展開了一次（自我）批評運動，旨在在地方黨部大會整治各級黨委的紀律；評估越共自五大以來的管治表現，特別是經濟方面的表現；為未來黨組織的重組和人手調配立功；務求大會決議的起草工作準時完成；以及根據實行改革的需求，任命新任地方常務委員。第五屆中央書記處也在1986年3月中旬發布了一份文件，臚列一些可能參加地方常務委員選舉的候選人要做到的要求，如下：
- 一、候選人理解第五屆八中全會提出的經濟、管理技能的能力[12]；
- 二、黨組織內對年輕成員的需要：任命40—49歲的官員為省黨部執行委員是當中的重點，而任命30—39歲的官員為縣級、基層黨組織的執行委員則是另一項要求[12]；
- 三、人事調動方面，要務求人員的地域流動容易，相關安排要易於調整[12]。

### 縣級、省級黨部大會
六大召開之前舉行的地方黨部大會遠比五大召開之前舉行的同類會議更有規劃。和之前的黨代會不同的是，黨中央領袖為黨政幹部發出指示、施行訓練計劃，以指導他們組織黨部大會、會議的方法。一些黨政幹部負責就黨中央的政治報告草稿指導直屬於他/她的執委會。地方執委會在8月初開始召開會議，研究政治報告的草稿。這些會議是村級、直轄市級、社級黨委和企業黨委大會（在8月中舉行）的先導會議。及至當年8月初，一些基層黨組織已經開始遴選六大代表。至9月，至少有5個省份的基層黨組織大會準備工作已經完成，其中4個省份的基層黨組大會在9月尾閉幕。
一些省份的縣級黨部大會在8月下旬召開，其他省份的縣級黨部也在9月下旬開始召開大會。據越南傳媒報導，縣級黨部大會大都同意政治報告草稿的基本經濟目標和幾個建議的修正案。據報，平治天省黨部中，250名幹部提出了3000項建議，「包括政治報告草稿的修正案和修訂案」，也包括幹部們對報告中顯著提到的實質政策的修訂建議。胡志明市市委常委會也發生了同樣的情況，市委常委會當中的領導幹部一致通過一份行事計劃，以及對政治報告草稿的修改建議。芽莊市黨部舉行了一場討論政治報告草稿的會議，為時一整天，反應卻很冷淡。其他黨組會議中，有的批評政治報告草稿，有的則對此反應熱烈，有的一致支持這份草稿。由於國會未能發表第四個五年計劃的草稿，縣級黨部大會未能得到國家經濟數據，因此要被迫討論本土的經濟目標。
九龍省黨部大會在10月6日至10日舉行，是第一場舉行的省級黨部大會。及至10月22日，已舉行省級黨部大會的省份已有21個。黨中央領袖在省級黨組會議上聽到的批評，有的矛頭直指政治報告草稿和社會經濟政策，但是這種批評的數量已經比縣級黨組會議少。省級黨組會議少批評中央的政策，在關鍵問題上更是藉詞逃避。然而，省級黨組會議並不是全然噤若寒蟬，還是能得到一些小勝利，比如降低加入地方黨部執委會的平均年齡要求；他們也採納了更易調整、更有績效的計劃、組織方式。在縣級黨部大會中，有幾場會議引人注意；安江省黨委批評過往的經濟功績，河山平省黨部大會則批評省經濟事務不合理的管理。這些黨委或是批評過往的政策，或是批評廣為人知的政策短處，但是沒有一個黨委批評黨中央領袖的政策。
黎筍在當年7月10日病故，繼任的長征總書記對胡志明市黨部成員致辭時承認越共中央領袖在領導經濟體系的過程中留下「嚴重的缺點和錯誤」，也就越南當時的情況批評上層建築的強行架構。長征認可第五屆八中全會的計劃和「新經濟概念」，但是他也向與會者說，第五屆政治局已經為一些經濟政策進行有系統的評估，這些政策包括混合經濟的耐力、在可預見的將來對資產私有制的接受、廢除官僚集權制的需要，以及在制定經濟政策這一方面分權的需要。越共第五屆政治局委員、第五屆書記處書記阮文靈在胡志明市黨部第四次大會中致辭時對第五屆六中全會、七中全會和八中全會的綱領表示擁護，並對從第五屆十中全會中得出的結論表示支持。他同時又強調政治局幾個指示。內務部長范雄則在九龍省黨部大會中表示，重新引入市場經濟和承認私有產權的存在不會對越南的社會主義改造程序構成損害；然而，為了保全越南的社會主義招牌，國家機關會成為保護越南的中流砥柱，以免使其經濟體系受到不受控制的自由市場所侵蝕。

## 全國黨代會
第六次全國代表大會在1986年12月15日開幕，並於同月18日閉幕。大會重申它就第五屆八中全會的改革計劃作出的承諾，並提出下列五項重點：
- 「齊心協力提高食品、消費品和出口貨物的產量」[20]；
- 「繼續努力控制小商人、資本家，並在同時承認支配混合經濟體系的現實」[20]；
- 「改造經濟計劃的官僚體系，並把中央機關的權力分散、讓決策程序更為獨立，以提高經濟管理體系的效率」[20]；
- 「釐清部長會議的職權、權限，並重組國家管理機關，提高其效能」[20]；
- 「改善黨的組織能力、領導和幹部培訓程序。」[20]

長征在12月15日宣讀政治報告的時候表示，越共中央、政治局、書記處和部長會議須為自身的不足和越南經濟的崩潰負責。政治報告對黨中央的領導作出嚴厲的自我批評。大會上眾多發表演說的人也再一次重申領袖的錯誤，阮文靈是其中一人，他在演說的時候提到「生產活動蕭條、流通體制混亂，當局容忍社會經濟困境持續下去、人民信心動搖」的問題。主管農業的中央書記處書記阮昇平複述之前在大會籌備時提出的意見，且提到分散中央權力、發展家庭經濟和引入獨立市場的需要。胡志明市市委常委武塵志則對大會進行改革，從而增強生產力和當局管理表現的承諾予以肯定。
長征雖然支持改革，可是他在政治報告中卻提到控馭越南經濟的越共組織原則具有它的有效性。越南的民主集中制不會有所改變，而部分行業的集中化管理制度也將會維持下去。在12月18日的一次閉門會議中，六大主席團承認私人工商業的持續改造，以及生產單位、業務單位之間經濟契約的有效性是重要的。長征同意國家要充當國營企業產品供應者，並支持當局實施已久的勞動力分配政策。主席團承認這些政策的重要性，即是肯定在越共四大和五大確立的經濟政策。越共領袖在政治報告中設下的短期目標是：重組生產系統、調整體制內的投資支出、繼續建設和鞏固社會主義的生產關係、以正確的方式發展經濟，並使之發揮效用、革新經濟管理模式、著重科學、科技在經濟體系中的功能，以及擴展越南對外經濟關係，提高其有效性。
越共六大的政治報告和演講並未顯示越南外交政策的改變。大會重申越南和蘇聯的緊密關係，以及越南和老撾、柬埔寨人民共和國的「特殊關係」。然而，大會強調越南有需要鞏固和經濟互助委員會（社會主義陣營的國際經濟貿易組織）成員國的關係。六大的蘇聯代表團團長叶戈尔·利加乔夫宣布將向越南提供總值達800-900萬盧布（約等於1100萬至1300萬美元，按當年物價計算）的經濟援助，按此越南每人平均能接收到的援助和1975年之前越南共和國每人平均能接收到的美國援助數量上大致相同，使越南人和外國觀察家都感到意外。政治報告裏面提到越南和印度之間關係，以及該國持續參與不結盟運動的重要性。大會也表明越南願意與資本主義陣營改善關係（報告中提及到的資本主義國家包括瑞典、法國、澳洲和日本）。

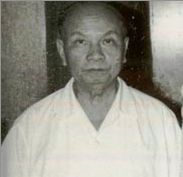
長征在12月17日決定不再連任黨總書記，這種情況在共產主義政壇實屬罕見

部長會議其中一位副主席武文傑向六大與會代表宣讀經濟報告。政治報告和經濟報告都強調越南當局要實行革新開放政策；而越南專家卡莱尔·泰勒（Carlyle Thayer）則認為武文傑可能是提倡革新開放概念的先驅。武文傑在大會的演說中提到：「在經濟方面，（當局）將進行經濟政策和（經濟體系）管理系統的改革。」武文傑表示，第四個五年計劃最重視的環節將是農業和非重工業的發展。武文傑又說，在第四個五年計劃實施期間，重工業的主要定位是適量地補助農業和輕工業。武文傑強調糧食、消費品的生產和貨物的出口在振興越南經濟的過程中發揮的作用。第四個五年計劃重視糧食生產：按照當局的目標，到了1990年，「稻田畝產量達220萬至300萬公噸」。當局計劃以數種方式實現這些目標，當中物質鼓勵和成品合約會有卓著的作用。
根據越共六大的經濟報告，糧食產量增加，消費品產量亦會隨之增加。經濟報告說明這些政策「旨在保證人民的日常需要可得以滿足，勞動力可得以改造，並吸引數以萬計的勞工，為人民解決就業問題，從而在這基礎上創造資本積聚之源和出口業的重要人力來源」。根據該經濟報告，第四個五年計劃實行期間，「出口量必須比上一個五年時期提升約70%」。經濟報告中著重的是（加工）農產品、輕工業成品、小型工業成品、手工藝品和水產品的出口。經濟報告指出，要實現這些目標，則需要推行經濟改革，以提高（經濟體系的）效率；並提到引入外商投資和可能有所得益的旅遊業具有重要性。
越共六大選出該黨第六屆中央委員會。在越南共產黨第四、五、六次全國代表大會選出的中央委員會當中，約有45%的越共中央委員能夠留任，18%的成員是從越共中央候補委員晉升為正式委員的人，另外有37%的成員是新當選的中央委員會正式委員或候補委員。在六大中選出的中央委員會共有124位正式委員、49位候補委員；中央委員會的人數再次增加。大部分新加入中央委員會的官員都是在1940年代至1950年代期間因反抗法國殖民統治而聞名的越南革命家的子女。六大改變了中央委員會的人員組成方式：在越共中央委員當中，經濟專家、技術官僚和省委書記所佔的比例顯著上升，但是軍事人物所佔的比例卻下降了。第六屆中央委員會中，只有8%的成員來自越南人民軍。中央官員佔越共中央全體委員的比例也下降了：在第二屆中央委員會中，有74%的委員是中央官員，但是在第六屆中央委員會中，只有46%的成員來自政權的中央機構。這些變化反映越共對官僚體系基本問題的優先考慮。

### 第六屆一中全會
大會在12月18日閉幕，六大代表在當天投票決定越共第六屆中央委員會的人員組成，選出中央委員173人，中央候補委員13人。人數方面，中央委員名額比上屆增加了5人，中央候補委員名額多於上屆。會議閉幕後，越共第六屆中央委員會隨即召開第一次全體會議，選舉第六屆政治局委員、書記處書記、中央檢查委員會委員和其他中央機構的組成人員。
越共第六屆一中全會標誌着1976年越共四大以來，老一代領導層遲遲不肯讓新人接班的局面正式結束。越共三位高層長征、黎德壽和時任越南部長會議主席范文同在会议第三天（12月17日）宣布他們不會在擔任六屆中央委員和政治局委員，但是他們都獲委任為中央委員會顧問。此前也有過類似的安排——在五大中，也有6位資深政治局成員卸任。越南國防部長文进勇不再擔任中央政治局委員，但留任中央委員。當外國記者問及「這樣的安排會不會繼續下去」時，越共一位發言人回答說越共六大將繼續實施有關安排。阮文靈在越共第六屆一中全會中接替長征，出任越共中央總書記。

## 註腳
1. ↑  Báo điện tử Đảng Cộng sản Việt Nam.
2. ↑  Stern 1987，第345頁.
3. ↑  Stern 1987，第345–346頁.
4. 1 2 3 4 5 6 7  Stern 1987，第346頁.
5. ↑  Stern 1987，第346–347頁.
6. 1 2 3 4 5  Stern 1987，第347頁.
7. 1 2  Stern 1987，第348頁.
8. 1 2 3  Stern 1987，第349頁.
9. 1 2 3 4 5 6  Stern 1987，第350頁.
10. 1 2 3  Stern 1987，第353頁.
11. ↑  Stern 1987，第353–354頁.
12. 1 2 3 4  Stern 1987，第354頁.
13. 1 2 3 4 5 6 7  Stern 1987，第355頁.
14. 1 2 3 4 5 6 7 8 9 10  Stern 1987，第356頁.
15. ↑  Stern 1987，第356–357頁.
16. 1 2 3 4  Stern 1987，第357頁.
17. ↑  Corfield 2008，第111–112頁.
18. ↑  Stern 1987，第357–358頁.
19. 1 2 3  Stern 1987，第358頁.
20. 1 2 3 4 5 6 7 8  Stern 1987，第359頁.
21. 1 2 3 4  Thayer 1987，第14頁.
22. 1 2 3 4 5 6 7 8 9 10 11  Stern 1987，第360頁.
23. 1 2 3 4 5 6 7 8  Thayer 1987，第17頁.
24. 1 2 3 4  Thayer 1987，第18頁.
25. ↑  Thayer 1987，第19頁.
26. 1 2 3 4 5 6 7 8 9 10 11  Thayer 1987，第15頁.
27. 1 2 3 4  Thayer 1987，第16頁.
28. ↑  Thayer 1987，第13頁.